# Fernando Rubén Gago
Fernando Rubén Gago (nascut a Ciudadela, Argentina el 10 d'abril del 1986) és un exjugador de futbol que va jugar a Boca Juniors, Reial Madrid, València i Vélez Sarsfield. Actualment és l'entrenador del Club Deportivo Guadalajara, que juga a la Lliga mexicana de futbol.
És un migcampista amb gran talent i habilitat amb la pilota, ha estat comparat amb l'exjugador de futbol Fernando Redondo.

## Biografia
Va començar a jugar amb sis anys a les categories inferiors del Club Social Parque, on va cridar l'atenció del Boca Juniors.
La seva gran habilitat amb la pilota i la seva capacitat per dirigit el joc, va fer que aviat aconseguís la titularitat a l'equip argentí. A la temporada 2005-06 va ser un dels jugadors més destacats a un equip que va guanyar els cinc títols que disputava.
El 21 de desembre del 2006 va signar pel Reial Madrid per 27 milions de dòlars, on va arribar de la mà del nou president Ramón Calderón.
Va debutar a l'equip blanc el 7 de gener del 2007 a l'estadi de Riazor davant el Deportivo de La Coruña. Malgrat que no va arribar a ser titular indiscutible amb l'equip madrileny, va jugar 92 partits en quatre temporades i mitja. A la pretemporada 2011-12, amb les incorporacions de Nuri Sahin i la titularitat en mans de Xabi Alonso i Sami Khedira, no va comptar per al tècnic Jose Mourinho, que ni el va convocar per a cap partit. Als darrers dies d'agost es va especular amb la marxa del jugador a l'AS Roma o el Palermo, sent finalment cedit a l'equip romà.
La temporada següent, el València CF va fitxar al jugador argentí per quatre temporades, en una operació on l'equip merengot també va adquirir els drets de propietat de Sergio Canales.

## Internacional
Va guanyar el mundial de futbol sub-20 disputat als Països Baixos el 2005, amb companys com el porter Oscar Ustari, Lionel Messi i Sergio Agüero.
El 7 de febrer del 2007 va debutar com a titular a la Selecció Argentina a la victòria por 1 - 0 sobre França a París al Stade de France.
El juny de 2014 fou un dels 23 seleccionats per Alejandro Sabella per representar l'Argentina a la Copa del Món de Futbol de 2014 al Brasil.

## Palmarès
| Títol                  | Equip              | País      | Any     |
| ---------------------- | ------------------ | --------- | ------- |
| Recopa Sudamericana    | Boca Juniors       | Argentina | 2005    |
| Copa Sudamericana      | Boca Juniors       | Argentina | 2005    |
| Mundial sub-20         | Argentina (sub-20) | Argentina | 2005    |
| Torneig Apertura       | Boca Juniors       | Argentina | 2005    |
| Torneig Clausura       | Boca Juniors       | Argentina | 2006    |
| Recopa Sudamericana    | Boca Juniors       | Argentina | 2006    |
| Lliga espanyola        | Reial Madrid       | Espanya   | 2007    |
| Lliga espanyola        | Reial Madrid       | Espanya   | 2008    |
| Supercopa d'Espanya    | Reial Madrid       | Espanya   | 2008    |
| Copa del Rei de futbol | Reial Madrid       | Espanya   | 2010-11 |